# Yôko
Pour les articles homonymes, voir Yoko.
 (février 2024).
Si vous disposez d'ouvrages ou d'articles de référence ou si vous connaissez des sites web de qualité traitant du thème abordé ici, merci de compléter l'article en donnant les références utiles à sa vérifiabilité et en les liant à la section « Notes et références ».

Yôko est un roman de l'écrivain japonais Yoshikichi Furui, sorti en 1970. Il a reçu le prix Akutagawa.

## Résumé
Une rencontre entre deux jeunes gens à la montagne. L'un semble sauver l'autre de ses sensations qui la clouent sur place. S'ensuit une histoire d'amour, à cheval sur les relations étranges qu'ont l'un pour l'autre ces deux jeunes gens à l'orée de l'âge adulte. Leur relation s'étirera, et avec elle leurs problèmes et leur amour.

## Personnages
- Yôko. Adolescente qui a donné son nom au titre. Fille plutôt particulière, elle semble perdue dans le filet d'une étrange maladie.
  - Un adolescent. Qui, après avoir rencontré Yôko dans les montagnes, s'entiche d'elle, pour lui donner maints rendez-vous.